# 熊本市立泉ヶ丘小学校
熊本市立泉ヶ丘小学校（くまもとしりつ いずみがおかしょうがっこう）は、熊本県熊本市東区水源一丁目にある公立小学校。

## 沿革
- 1956年（昭和31年） - 熊本市立健軍小学校より分離し開校
- 1962年（昭和37年） - 熊本市立若葉小学校を分離

## 歴代校長
- 初代　立山博朋
- 第2代　岡本安男
- 第3代　成田静夫
- 第4代　小野九州男
- 第5代　藤川憲一
- 第6代　梅木節男
- 第7代　木村正俊
- 第8代　澤田寛旨
- 第9代　吉弘憲雄
- 第10代　佐々哲哉
- 第11代　伊延進
- 第12代　白樫静枝
- 第13代　城重幸
- 第14代　古閑勝洋
- 第15代　廣末進
- 第16代　藤川博昭
- 第17代　赤星法眞
- 第18代　松本孝明
- 現代校長　尾林悦子

## 委員会・クラブ
- 計画委員
- 生活安全委員
- 緑化・環境委員
- 保健委員
- 体育委員
- 給食委員
- 図書委員
- 音楽委員
- イラストクラブ
- 屋外運動クラブ
- 屋内運動クラブ
- 手芸クラブ
- 読書クラブ

### 運動部
- 総合運動部

## アクセス

### 路線バス
泉ヶ丘小学校前バス停
- 九州産交バス
  - K1-1 秋津健軍線
  - 桜町バスターミナル〜木山産交
  - A1-1/K1-1 池田健軍線（本数少）
  - 若葉小学校前〜富尾団地
  - 桜町BTからは乗車出来ない

## 著名な卒業生
- 行定勲 - 映画監督
- 正木ゆう子 - 俳人
- 英太郎 - 芸人
- 野澤翼 - 起業家
- 桑原秀侍 - プロ野球選手（福岡ソフトバンクホークス）

## 学校周辺
- 熊本市動植物園
- 熊本市電 動植物園入口電停
- 電車通り